# Liam de Young

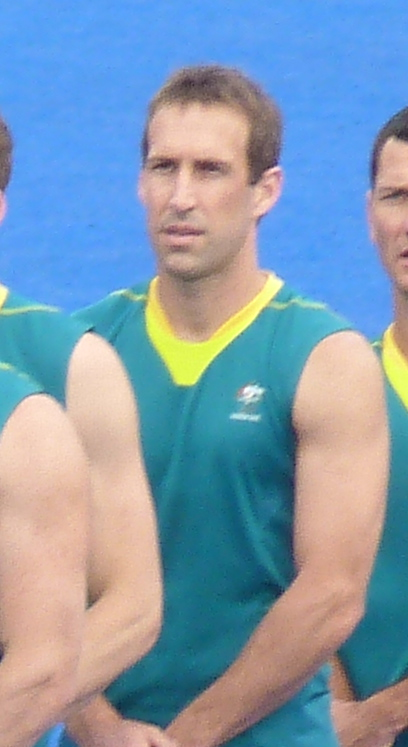
Liam de Young em uma partida da Austrália contra a Espanha.

Liam de Young (Brisbane, 10 de dezembro de 1981) é um jogador de hóquei sobre a grama australiano que já atuou pela seleção de seu país.

## Carreira

### Olimpíadas de 2004
Liam conquistou uma medalha de ouro nos Jogos Olímpicos de Atenas de 2004. A seleção australiana chegou às semifinais após terminar a fase de grupos do torneio em segundo lugar, atrás dos Países Baixos. Em 25 de agosto, a Austrália derrotou a Espanha por 6 a 3, conseguindo vaga na grande final, que foi disputada dois dias depois contra os neerlandeses. Liam ajudou sua equipe na decisiva vitória de 2 a 1, conquistando assim o ouro olímpico.

### Olimpíadas de 2008
Nos Jogos de Pequim de 2008, Liam e seus companheiros conseguiram classificar a seleção australiana para as semifinais após terminar a fase de grupos do torneio na segunda colocação. Mas a Austrália não avançou para a disputa do ouro, pois foi derrotada por 3 a 2 para a Espanha. Na disputa do terceiro lugar, a equipe de Liam goleou os Países Baixos por 6 a 2, conquistando assim a medalha de bronze.

### Olimpíadas de 2012
Liam de Young conquistou mais uma medalha de bronze nas Olimpíadas de Londres de 2012. A Austrália terminou a fase inicial do torneio olímpico em primeiro lugar, mas não conseguiu avançar até a decisão do ouro, pois perdeu de 4 a 2 nas semifinais para a seleção alemã, que viria a ser campeã. Na disputa do 3º lugar, Liam ajudou sua equipe na vitória de 3 a 1 sobre a Grã Bretanha, ficando assim com o bronze, o segundo de sua carreira.